# Long snapper
Long snapper (LS) se refiere a un jugador de fútbol americano o fútbol canadiense, que es un center especializado durante los punts, field goals, y los punto extras. Su trabajo es el de realizar un snap largo con la mayor rapidez y precisión posible.
En los punts envían el balón directamente al punter, mientras que en los field goals y puntos extra se lo envían al holder, quien sujetará el balón para que el kicker patee el balón.
- Datos: Q530348
- Multimedia: American football long snappers / Q530348